# 玉夫座
玉夫座（拉丁語：Sculptor）是南方天空中一個暗淡的小星座。它是尼古拉-路易·德·拉卡伊在18世紀創建的，最初將其命名為「雕塑家工作室」（the sculptor's studio），後來這個名字被縮短爲“雕塑家”（Sculptor）。

## 歷史

### 西方

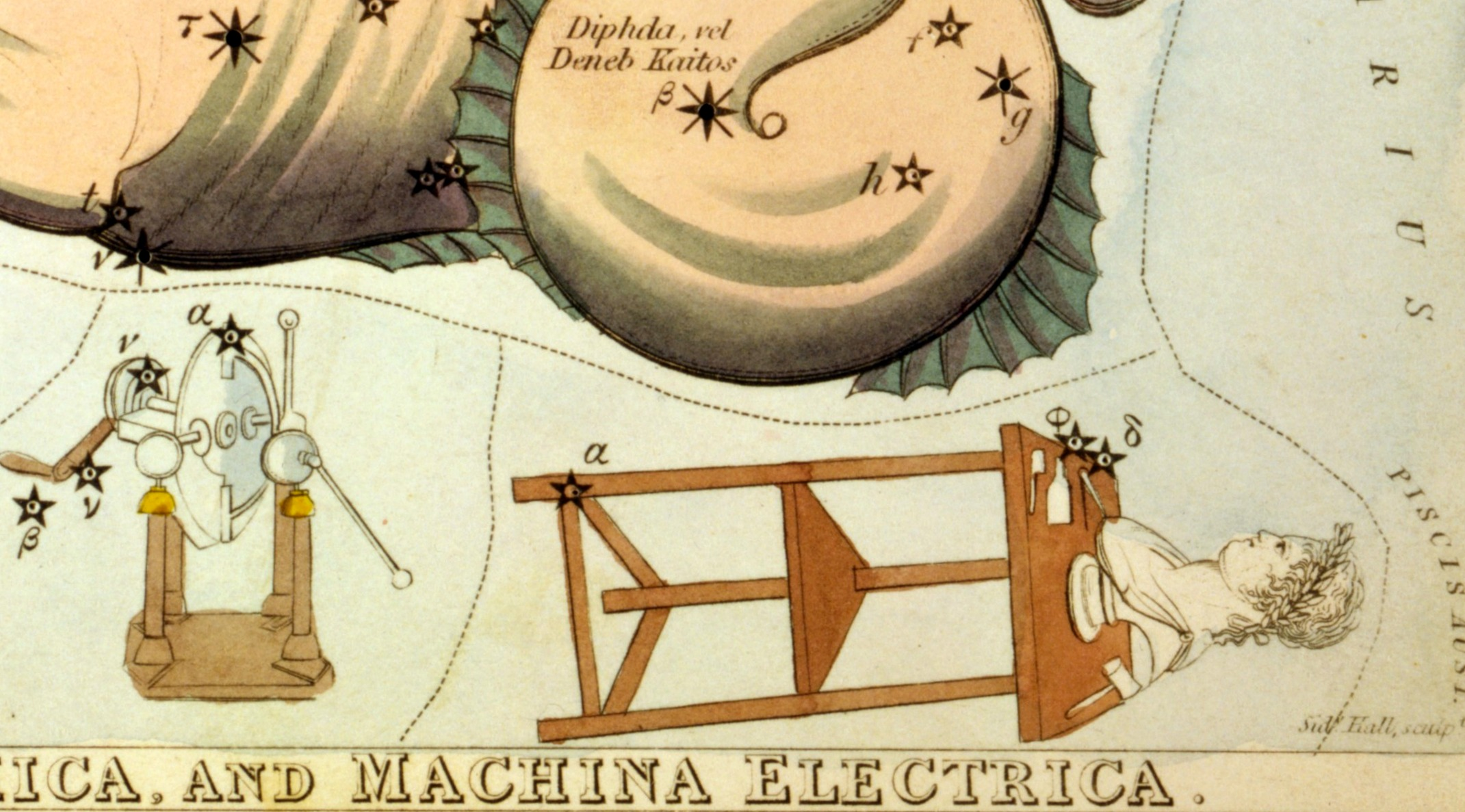
「雕塑家工作室」的藝術再現，以及鄰近的鯨魚座和電氣機械座星座的一部分。此圖為《烏拉尼亞之鏡》（1825）第28圖的截圖。

西元前270年，鯨魚座和寶瓶座以南的區域被阿拉托斯命名為「水域」，是一個由分散的暗淡恒星組成的區域，其中兩顆較亮的恒星脫穎而出。路易斯安那州立大學的天文學教授布拉德利·謝弗提出，這兩顆恒星最有可能是近土司空南（玉夫座α）和近鈇銊三（玉夫座δ）。
1751年至1752年間，法國天文學家尼古拉-路易·德·拉卡伊首次用法語將這個星座描述為「雕塑家工作室」（法語：l'Atelier du Sculpteur），描繪了一張三條腿的桌子，大理石的桌面上有一個雕刻家的頭像，旁邊有藝術家用的一把木槌和兩把鑿子。拉卡伊在好望角停留了兩年，觀測並編目了近10,000顆南方的恒星，在歐洲看不到的南半球未知區域設計了14個新的星座。除了一個以外，他都以象徵啟蒙時代的儀器命名

### 中國
由於玉夫座位置偏南，中原地區難以觀測到，因此在早期的中國天文學文獻中並沒有記載。明朝末年徐光啟等人編寫《崇禎曆書》，根據西方星表加上近南極星區的星官二十三個，玉夫座β被列入這二十三星官之一的火鳥，命名為火鳥一。

## 特色

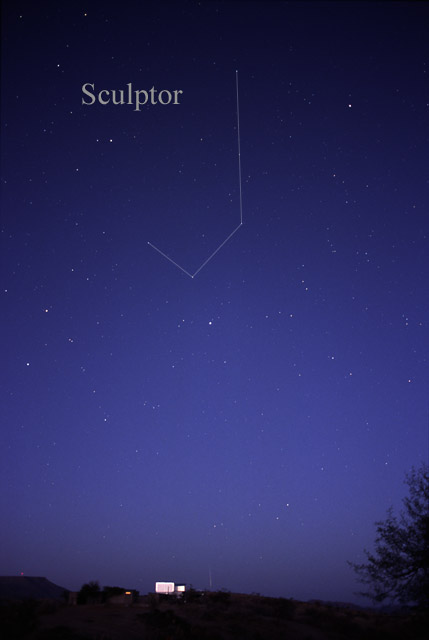
用肉眼可以看到的玉夫座。

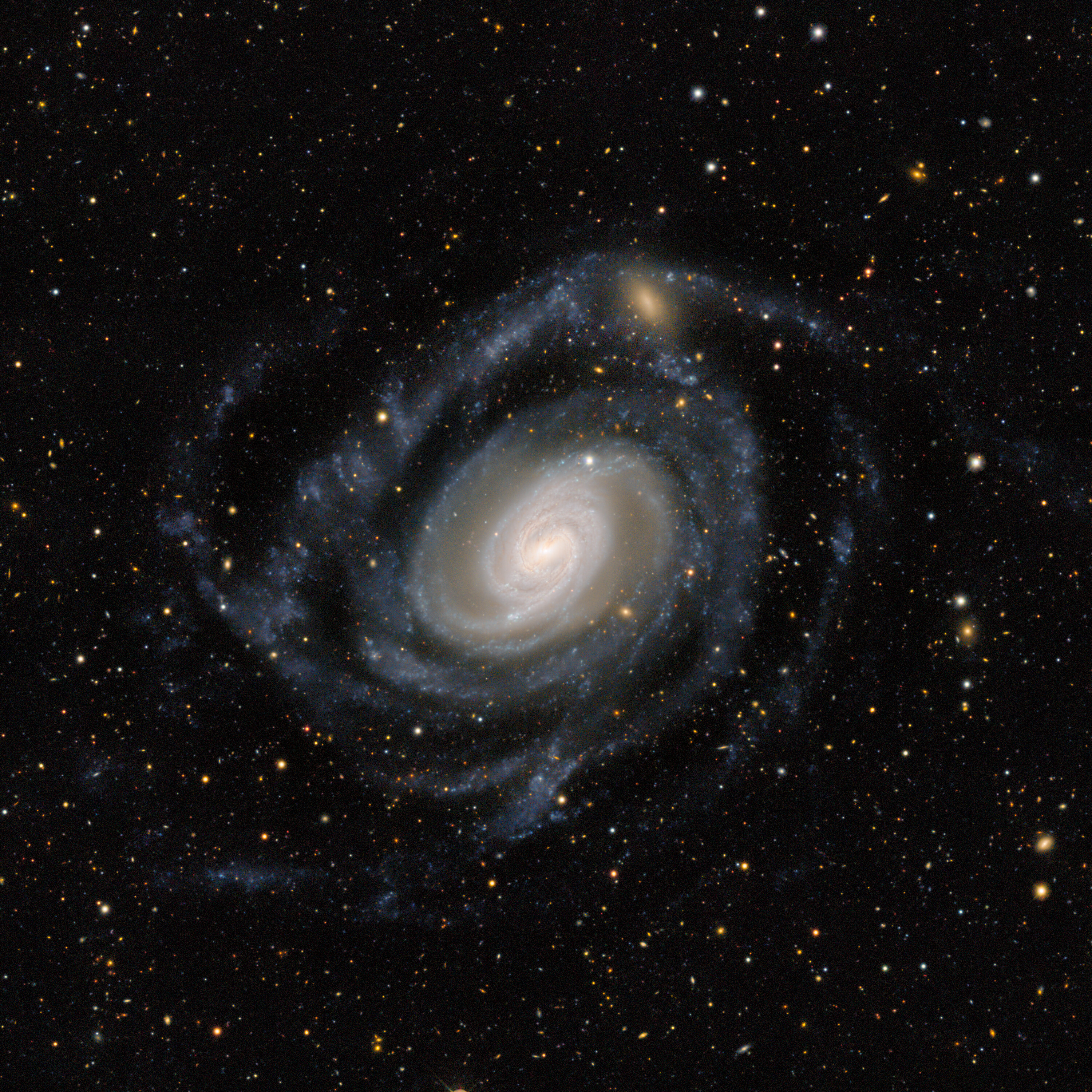
這個被稱為NGC 289的大型擴展螺旋星系位於玉夫座中，儘管NGC 289的距離大約有7500萬光年，但驚人地是NGC 289的光芒仍然被暗能量相機（DECam）捕捉到了。

玉夫座是一個小星座，北與寶瓶座和鯨魚座接壤，東與天爐座接壤，南與鳳凰座接壤，西南與天鶴座接壤，西與南魚座相接。明亮的恒星北落師門就在附近。1922年，國際天文學聯合會採用該星座的三個字母縮寫為「Scl」。比利時天文學家歐仁·約瑟夫·德爾波特於1930年設定的官方星座邊界，由 6 個線段的多邊形定義。在 赤道坐標系 中，這些邊界的赤經座標位於23h 06.4m和01h 45.5m，而 赤緯 坐標介於 −24.80° 和 −39.37°。位於50°N以南的觀測者可以看見整個星座。

## 顯著特點

### 恆星

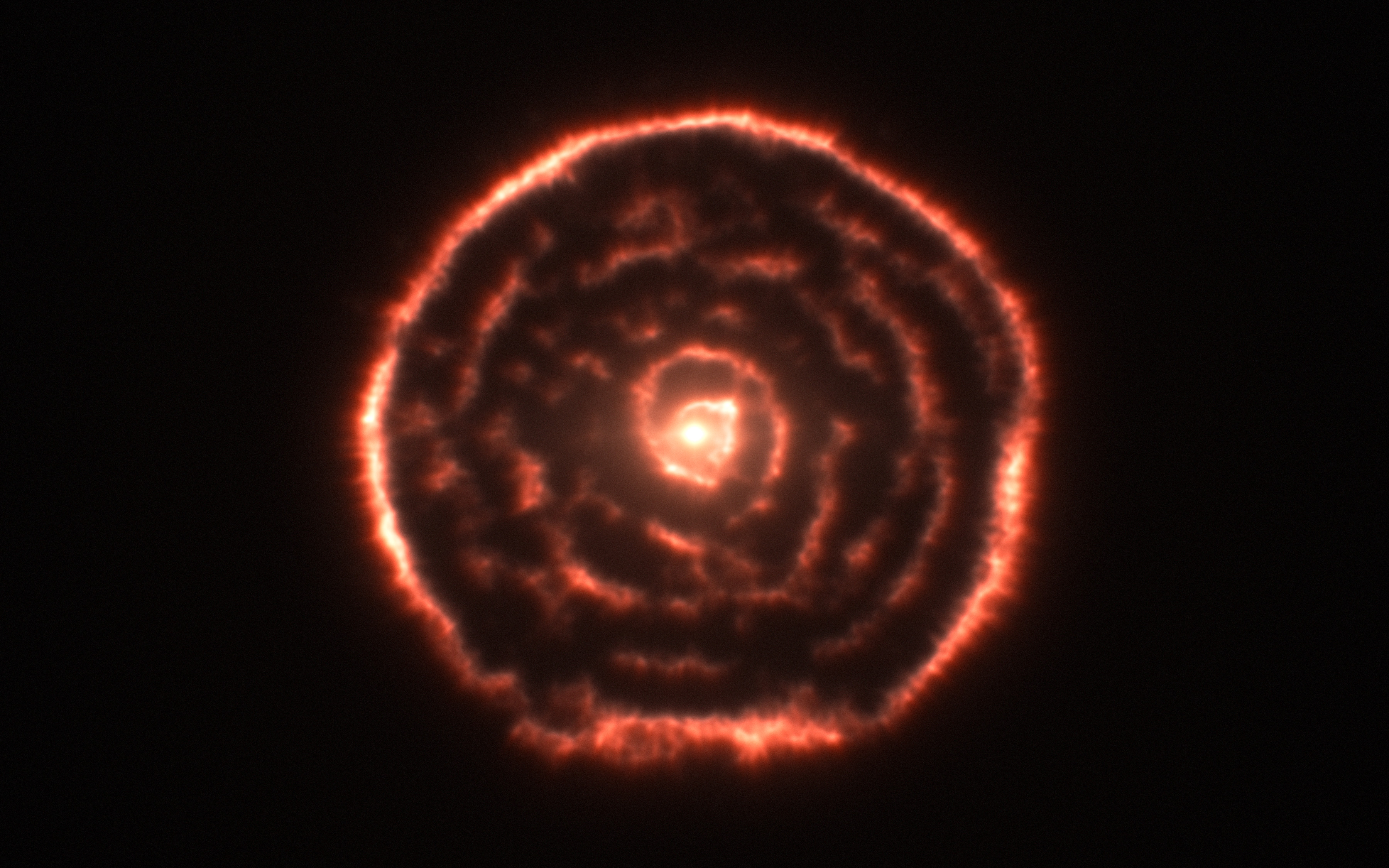
圍繞著奇特螺旋的玉夫座R是顆紅巨星。

玉夫座中沒有比3星等亮的恆星，可以通過玉夫座包含銀河南極的事實來解釋，因為這是恆星密度非常低的地方。總體而言，該星座邊界內有56顆恆星的亮度大於或等於視星等 6.5等。
最亮的恆星是近土司空南（玉夫座α），是一顆光譜類型為B7IIIp的白羊座SX型變星，光度只有4.31m。它距離地球 780 ± 30 光年。
玉夫座η是一顆光譜型為M4III的紅巨星，星等在4.8和4.9等之間變化，有22.7、23.5、24.6、47.3、128.7和158.7天等多個脈動週期。據估計，它的亮度約為太陽的 1,082倍 it is 460 ± 20 light-years distant from Earth.。
玉夫座R是一顆紅巨星，被發現被可能在1,800年前噴出的物質螺旋所包圍。它距離地球1,440 ± 90 光年。
南非天文學會在2003年報告說，因為T、U、V和X等米拉變星的光變曲線數據不完整，因此迫切需要對這些恆星的觀測資料。

### 深空天體
玉夫座還包含一個矮星系：玉夫座矮星系，它是本星系群以及玉夫座星系團的成員，是最接近本星系群的星系團。玉夫座星系（NGC 253）位於玉夫座和鯨魚座之間的邊界附近，是一個棒旋星系，也是這個星系團中最大的成員。該星系團的另一個重要成員是不規則星系NGC 55。
玉夫座中一個獨特的星系是距離5億光年的車輪星系，這是大約3億年前 經歷星系合併的結果。車輪星系有一個較老的黃色恆星核心，以及一個直徑為100,000光年的較年輕的藍色恆星組成的外環。碰撞中較小的星系在移動了 250,000光年的距離之後，現在已經融入了核心。碰撞產生的衝擊波在外環中引發了廣泛的恆星形成。

## 同名物品
玉夫號 (AK-103)是一艘以該星座命名的美國海軍巨爵級貨船。

## 外部連結
- The Deep Photographic Guide to the Constellations: Sculptor
- The clickable Sculptor （页面存档备份，存于）